# 양성당제영
양성당제영(養性堂題泳)은 대전광역시 유성구 대전시립박물관에 있는, 돈암서원의 연혁과 양성당 창건기록, 국내 명사들의 시문 등이 기록되어 있는 책이다. 1989년 3월 18일 대전광역시의 문화재자료 제21호로 지정되었다.

## 개요
돈암서원의 연혁과 양성당 창건기록, 국내 명사들의 시문 등이 기록되어 있는 책으로, 인조 14년(1636)에 김장생의 막내 아들인 김비가 후세에 제영이 없어질까 염려하여 만든 것이다.
내용은 10영으로 구성되어, 「전계조어」, 「후윤탁족」, 「계룡방은」, 「대둔심승」, 「매소명월」, 「죽오청풍」, 「연지취우」, 「유정취연」, 「횡사담경」, 「임정관덕」 등을 싣고 있다.
돈암서원의 연혁과 변화과정을 연구하는데 귀중한 자료가 되고 있다.

## 같이 보기
- 돈암서원

## 참고 자료
- 양성당제영 - 국가유산청 국가유산포털